# もこやま仁
もこやま 仁（もこやま じん、4月7日 - ）は、日本の漫画家。
「炭酸少女ブルー」でデビュー。代表作はとなりの801ちゃん〜腐女子的高校生活〜。

## 作品リスト
- となりの801ちゃん～腐女子的高校生活（講談社コミックスフレンドDX） -「となりの801ちゃん」のスピンアウト作品、全3巻[1]
- しばよん（『別冊フレンド』、講談社コミックス別冊フレンド）、全1巻[2]
- 月光蝶（『別冊フレンド』、講談社コミックス別冊フレンド）、全1巻[3]
- オシオキ王子（『別冊フレンド』、講談社コミックス別冊フレンド）、全1巻[4]
- 百合な私と悪魔な彼女（ヤングエース、角川コミックス・エース）、全2巻[5]、[6]、[7]、[8]
- みだりにみだらな黒雪姫 online（『ｅヤングマガジン』、ヤンマガＫＣスペシャル）、全4巻（「うずめ＆もこ」名義、作画担当）[9]、[10]、[11]
- ふたご、ふたごころ。（ヤングエース、角川コミックス・エース）、全2巻[12]、[13]、[14]、[15]
- かわいいからギリゆるせる（マンガワン、裏サンデー、小学館）、全3卷[16]、[17]、[18]
- ネムちゃんのせいで眠れないっ！ （月刊コミックキューン、KADOKAWA、連載中）[19]、[20]

## 読切
- 月光蝶～百年の恋～（『少女達の怪談』を収録）[21]
- 葉月くんとオトナの事情（『あぁん…背徳の悦び＆とろけるＨ　ぜんぶ見せますっ！！』を収録）[22]
- ギャルは刺激が強すぎる（『ギャルと付き合っちゃった アンソロジー』を収録）[23]、[24]
- 美少女作家と目指すミリオンセラアアアアアアアアッ！！（原作：春日部タケル）[25]
- 友達の姉ちゃんと内緒の…（『恥ずかしそうな顔で年上のお姉さんにおっぱい見せてもらいたい 赤面おっぱいアンソロジー』2024年[26]） - アンソロジー寄稿作品。